# Blue Lightning (альбом Ингви Мальмстина)
Blue Lightning (рус. Синяя молния) — двадцать первый студийный альбом шведского гитариста-виртуоза Ингви Мальмстина, выпущенный 29 марта 2019 года на лейбле Mascot Label Group. Альбом состоит в основном из каверов на композиции Джимми Хендрикса, Deep Purple, ZZ Top, The Rolling Stones, The Beatles и Эрика Клэптона. На данной работе Ингви немного отошел от хеви-метала в сторону блюз-рока.

## Об альбоме
В 2018 году Ингви заключает контракт с независимым лейблом Mascot и начинает запись нового альбома. Ингви садится в свою личную студию Studio 308 и пишет каверы на те композиции, которые повлияли лично на него и несколько оригинальных песен. Данной работой Ингви решил дать дань блюзу (подобную идею Ингви реализовал на альбоме «Inspiration»). Со слов самого Мальмстина, запись альбома у него заняла около 10 месяцев, а все инструменты (в том числе и вокал) он записал самостоятельно. 1 февраля 2019 года на официальном канале лейбла Mascot появляется лирик-видео на композицию Мальмстина «Sun’s Up Top’s Down», а 29 марта альбом полностью выходит. Работу спродюсировал сам музыкант.

## Список композиций
1. Blue Lightning (рус. Синяя молния) (Мальмстин) — 4:51
2. Foxey Lady (рус. Красотка) (Хендрикс) — 4:50
3. Demon’s Eye (рус. Глаза Демона) (Deep Purple) — 3:46
4. 1911 Strut (рус. 1911 Распорка) (Мальмстин) — 2:39
5. Blue Jeans Blues (рус. Блюз Синих Джинс) (ZZ Top) — 6:59
6. Purple Haze (рус. Фиолетовый туман) (Хендрикс) — 3:54
7. While My Guitar Gently Weeps (рус. Пока моя гитара тихо плачет) (Харрисон) — 5:46
8. Sun’s Up Top’s Down (Мальмстин) — 4:02
9. Peace, Please (рус. Мир, Пожайлуста) (Мальмстин) — 3:43
10. Paint It Black (рус. Покрась в чёрное) (Джаггер, Ричардс) — 4:06
11. Smoke on the Water (рус. Дым над водой) (Deep Purple) — 3:18
12. Forever Man (рус. Вечный человек) (Уильямс) — 2:49
13. Little Miss Lover (рус. Маленькая потерянная любовница) (Хендрикс) — 3:12
14. Jumpin’ Jack Flash (рус. Вспышка «Джека-Попрыгунчика») (Джагер, Ричардс) — 3:47

## Участники записи
- Ингви Мальмстин — все инструменты, сведение, продюсирование